# Thomas Robert Bugeaud de la Piconnerie

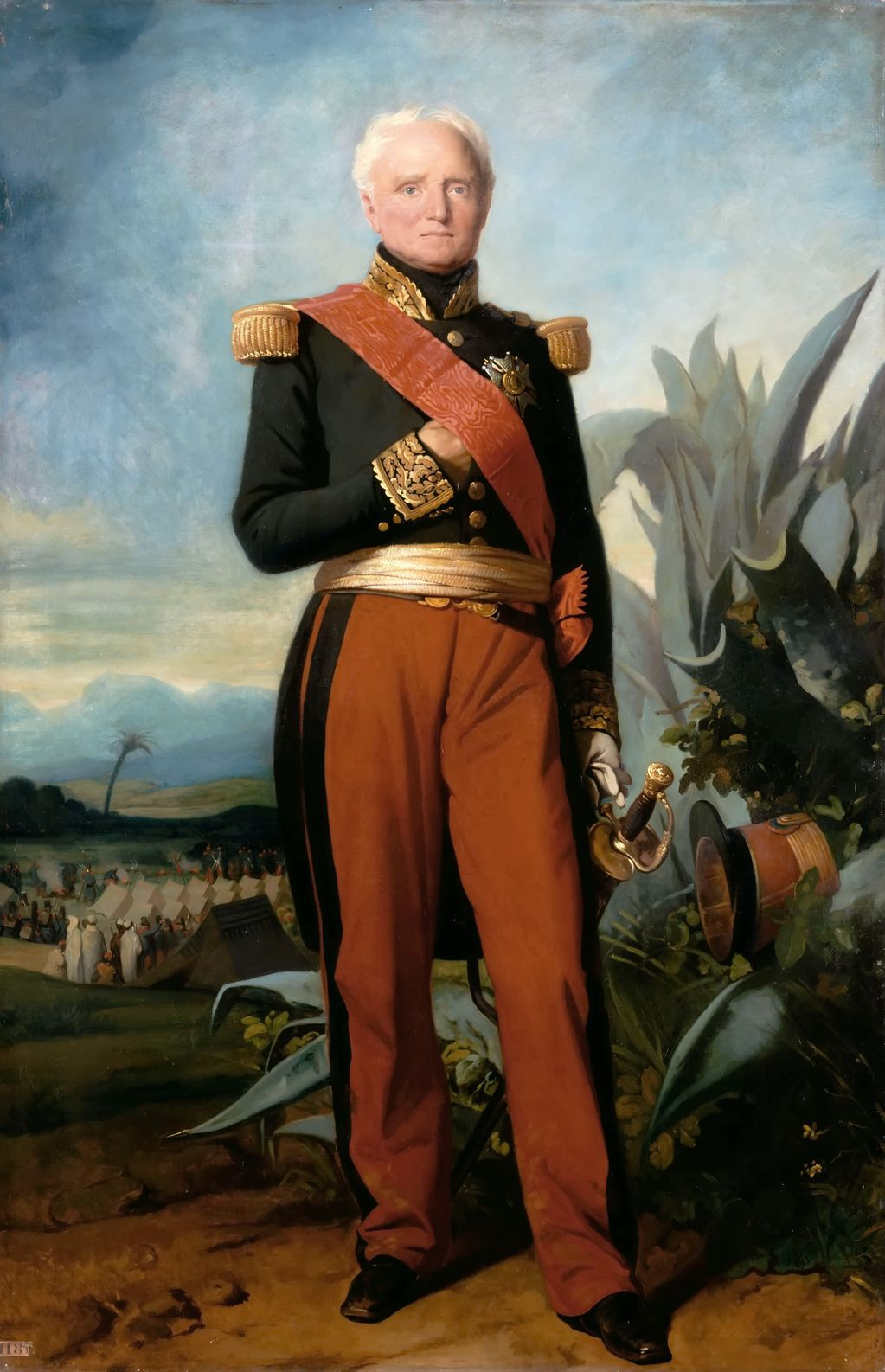
Thomas Robert Bugeaud de la Piconnerie

Thomas-Robert Bugeaud de la Piconnerie, hertig av Isly, född 15 oktober 1784 i Limoges, död 10 juni 1849 i Paris, var en fransk marskalk.
Bugeaud deltog i Napoleonkrigen, och efter Napoleons fall arbetade han med att förbättra jordbruket i sina hemtrakter Périgord.
Efter julirevolutionen 1830 återupptog han sin militära karriär och gjorde då vad han kunde för att motverka demokratin i Frankrike. 1834 var han inblandad i en duell och blev därför attackerad av politiska motståndare och kritiserad i pressen. Hans åsikter om utveckling av jordbruket och industrin respekterades dock av alla partier.
Under 1840-talet tjänstgjorde han i Algeriet, där han hade deltagit i kolonialkriget från och med 1836, och under hans ledning växte antalet franska kolonister i provinsen från 17 000 till 100 000.
Under februarirevolutionen 1848 försökte han krossa upproret men kringskars av sina order. Han blev samma år tillfrågad att kandidera som president mot Louis Napoleon Bonaparte, men avböjde.